# 欧洲乌贼
欧洲乌贼 (Loligo vulgaris)是枪乌贼属的一种大型乌贼。主要发现于北海至非洲西海岸的500米以上的深海水域中。成年个体约40厘米长。